# Goran Vujović
Goran Vujović (in serbo Горан Bуjoвић?; Cetinje, 3 maggio 1987) è un calciatore montenegrino, attaccante del Cetinje.

## Carriera

### Club
Il 1º luglio 2017 viene acquistato a titolo definitivo dalla squadra albanese dello Skënderbeu, con cui firma un contratto biennale con scadenza il 30 giugno 2019.

## Statistiche

### Cronologia presenze e reti in Nazionale
| Cronologia completa delle presenze e delle reti in nazionale ― Montenegro | Cronologia completa delle presenze e delle reti in nazionale ― Montenegro | Cronologia completa delle presenze e delle reti in nazionale ― Montenegro | Cronologia completa delle presenze e delle reti in nazionale ― Montenegro | Cronologia completa delle presenze e delle reti in nazionale ― Montenegro | Cronologia completa delle presenze e delle reti in nazionale ― Montenegro | Cronologia completa delle presenze e delle reti in nazionale ― Montenegro | Cronologia completa delle presenze e delle reti in nazionale ― Montenegro |
| Data                                                                      | Città                                                                     | In casa                                                                   | Risultato                                                                 | Ospiti                                                                    | Competizione                                                              | Reti                                                                      | Note                                                                      |
| ------------------------------------------------------------------------- | ------------------------------------------------------------------------- | ------------------------------------------------------------------------- | ------------------------------------------------------------------------- | ------------------------------------------------------------------------- | ------------------------------------------------------------------------- | ------------------------------------------------------------------------- | ------------------------------------------------------------------------- |
| 6-6-2009                                                                  | Larnaca                                                                   | Cipro                                                                     | 2 – 2                                                                     | Montenegro                                                                | Qual. Mondiali 2010                                                       | -                                                                         |                                                                           |
| Totale                                                                    |                                                                           | Presenze                                                                  | 1                                                                         |                                                                           | Reti                                                                      | 0                                                                         |                                                                           |

## Palmarès

### Club

#### Competizioni nazionali
- Coppa d'Ungheria: 1

Kecskemét: 2010-2011